# Hollenfels
Hollenfels är en ort i Luxemburg.   Den ligger i distriktet Luxemburg, i den centrala delen av landet, 13 kilometer nordväst om huvudstaden Luxemburg. Hollenfels ligger 315 meter över havet och antalet invånare är 247.
Terrängen runt Hollenfels är platt västerut, men österut är den kuperad. Terrängen runt Hollenfels sluttar norrut.  Runt Hollenfels är det mycket tätbefolkat, med 1 135 invånare per kvadratkilometer.. Närmaste större samhälle är Luxemburg, 12,6 kilometer sydost om Hollenfels. 
I omgivningarna runt Hollenfels växer i huvudsak blandskog.